# Asunción (nombre)
Asunción es un nombre propio, de género ambiguo y origen latino en su variante en español. Su significado es "asumir, atraer". La Asunción de María es la creencia, de acuerdo a la tradición y teología de la Iglesia católica, de que el cuerpo y alma de la Virgen María fueron llevados al cielo después de terminar sus días en la tierra.

## Santoral
15 de agosto: Asunción de María.

## Variantes
- Diminutivo: Asun.
- Diminutivo en hebreo: Ashu.

### Variantes en otros idiomas
| Variantes en otras lenguas | Variantes en otras lenguas |
| -------------------------- | -------------------------- |
| Español                    | Asunción                   |
| Alemán                     | Assumption, Assunta        |
| Catalán                    | Assumpció, Assumpta        |
| Euskera                    | Jasone, Eragone            |
| Francés                    | Assomption                 |
| Gallego                    | Xonxa                      |
| Inglés                     | Assumption                 |
| Italiano                   | Assunzione, Assunta        |
| Latín                      | Assumptio                  |
| Portugués                  | Assunção                   |
| Véneto                     | Asunzsion                  |

## Personajes célebres
- Asunción Balaguer, actriz española.
- Asunción Delmás, cantadora de jota aragonesa.
- Asunción Embuena, actriz y presentadora de televisión española.
- Asunción Valdés, periodista española.
- Assumpta Serna, actriz y profesora de interpretación española.
- Assunta Meloni, política de San Marino.

## Lugares
- Asunción
- Provincia de Asunción
- Distrito de Asunción